# لورينزو بارا
لورينزو بارا (بالإسبانية: Lorenzo Parra)‏ مواليد 19 أغسطس 1978 في فنزويلا، هو ملاكم فنزويلي. حقق بطولة رابطة الملاكمة العالمية.

## إحصائيات
خاض خلال مسيرته 35 نزالا، فاز في 31 وتعادل في 1 وخسر في 3. فاز بالضربة القاضية في 18 نزالا.

## روابط خارجية
- لورينزو بارا على موقع بوكس ريك (الإنجليزية) (registration required)